# Venezuela nos Jogos Olímpicos de Verão de 1968
A Venezuela competiu nos Jogos Olímpicos de Verão de 1968, realizados em Cidade do México, México.